# 25-я пехотная дивизия (США)
25-я пехотная дивизия (англ. 25th Infantry Division) — тактическое соединение Армии США, существующее с 1941 года. Прозвище — «Тропическая молния» (Tropic Lightning). Также существует неофициальное, шутливое название «Электрическая клубника» (Electric Strawberry).

## История

### Вторая мировая война
Дивизия сформирована на Гавайских островах 1 октября 1941 года. «Боевое крещение» прошла в январе 1943 года на острове Гуадалканал. В июле — августе того же года принимала участие в боях на Нью-Джорджии. После этого дивизия была передислоцирована в Новую Зеландию, а позднее — на Новую Каледонию для отдыха и подготовки личного состава. В первой половине 1945 года принимала участие в освобождении Филиппин. С окончанием войны 25-я пехотная дивизия отправлена в Японию, где в течение пяти лет несла оккупационную службу.

### Корейская война
С июля 1950 по июль 1953 года дивизия принимала участие в Корейской войне и заслужила две благодарности президента Республики Корея.
25-я пехотная дивизи несла оккупационную службу на японском острове Хонсю, когда 25 июня 1950 года силы северокорейских коммунистов вторглись в Республику Корея. Дивизия была поднята по тревоге в первую неделю июля для подготовки к переброске в Корею, передовой отряд высадился в Пусане 8 июля. Штаб дивизии прибыл в Пусан 12 июля, а к 18 июля вся дивизия была в Корее.
В это время южнокорейские войска, а также 24-я пехотная дивизия США отступали к Пусану, чтобы сформировать оборонительный периметр вокруг города и его важнейших портовых сооружений. Части дивизии были размещены на блокирующих позициях в районе Хванган — Санджу — Хамчанг, где с 24 июля они приняли активное участие. Несмотря на решительную оборону, северокорейское наступление продолжалось, и 25-я дивизия была вынуждена отступить по мере укрепления линии периметра Пусана.
4 августа дивизия была переброшена на крайний левый фланг линии ООН, охраняя южные подступы к Пусану в районе Масана. В течение августа и начала сентября дивизия отразила множество интенсивных атак противника, предоставив время для наращивания сил ООН на периметре. 16 сентября 8-я армия начала наступление с целью вырваться за периметр Пусана. После первоначально медленного продвижения 25-я дивизия продвинулась вперед и 25 сентября захватила Чинджу. Продолжая наступление, дивизия начала продвигаться на северо-запад и 30 сентября захватила Кунсан на западном побережье Кореи. После этого фронт ООН протянулся от побережья до побережья Корейского полуострова.
В октябре, когда 8-я армия продвигалась вверх по полуострову, 25-я дивизия была задействована в операциях по зачистке тыла. Дивизия обеспечивала безопасность транспортной сети и зачищала вражеские войска, обойдённые в ходе быстрого продвижения. В начале ноября 25-я дивизия была направлена на север и собрана вдоль 38-й параллели со штабом в Кэсоне. Там 25-я дивизия продолжила свою кампанию против обойдённых вражеских элементов.
19 ноября 25-я дивизия снова двинулась на север, на этот раз на линию фронта к северу от Пхеньяна вблизи Анджу. Дивизия начала наступление 24 ноября и в течение двух дней продвигалась вперед с нарастающим сопротивлением. Однако китайские коммунисты начали свое первое крупное наступление и прорвали фронт 8-й армии справа от 25-й дивизии, вынудив всю линию ООН отступить. 25-я дивизия начала серию задерживающих действий, которые привели к тому, что к 8 декабря она вернулась в Кэсон, а к 14-му — за реку Имджин. Коммунистическая атака на Новый год 1951 года прорвала 1-ю дивизию РК на правом фланге 25-й дивизии, что сделало позиции 25-й дивизии уязвимыми. Новая оборонительная линия была создана в окрестностях Чхонана в начале января, после того как дивизия провела арьергардные действия, чтобы позволить эвакуировать Сеул.
25 января силы ООН вернулись к наступлению. 19—20 февраля 25-я дивизия достигла реки Хан (Han River) к юго-востоку от Сеула. 7 марта 25-я атаковала через Хань и направилась на север, нанеся противнику большие потери. К концу марта 25-я дивизия занимала линию над рекой Ханьтан (Hant’an River) к югу от Чорвона, примерно в 35 милях к северо-востоку от Сеула.
22 апреля китайские народные добровольцы начали новое наступление, вновь оттеснив войска ООН. 25-я дивизия отступила через последовательные блокирующие позиции на линию примерно в пяти милях к северо-востоку от Сеула. Там дивизия подготовилась к очередному наступлению войск ООН, которое началось 20 мая 1951 года. 25-я дивизия продвинулась через ряд запланированных фазовых линий, пересекла 38-ю параллель и к середине июня захватила город Кумхва (Kumhwa) — «Железный треугольник». 21 июня 25-я дивизия была заменена 3-й пехотной дивизией и выведена в резерв в районе Ыйджонбу, где она подготовила позиции вдоль вспомогательной оборонительной линии и проводила тренировки и миссии по охране тыла.
Когда 10 июля 1951 года начались переговоры о перемирии, война вступила в новую фазу. Линии стали статичными, а ограниченные атаки на цели и пробные танково-пехотные патрули заменили широкие наступления. В середине июля 25-я дивизия вернулась на линию фронта и к концу месяца заняла прежние позиции в районе Чорвон — Кумхва. Дивизия занимала эти позиции до середины декабря, проводя частое патрулирование и несколько рейдов силами роты для уничтожения бункеров противника. Дивизия также улучшила свои собственные оборонительные позиции. Также часто проводились артиллерийские обстрелы вражеских линий и засады на вражеские патрули.
В середине декабря 2-я пехотная дивизия освободила 25-ю, которая затем перешла в резерв в районе Капхёна. Там дивизия занималась учебными мероприятиями и поддерживала второстепенную оборонительную линию. При необходимости дивизионные подразделения также привлекались для выполнения задач на передовой и обеспечения безопасности тыловых районов. 23 февраля 1952 года 25-я дивизия вернулась на передовую в центр сектора X корпуса в районе Мундун-ни (Mundung-ni) к северо-востоку от водохранилища Хвачхон. Дивизия возобновила патрулирование, засады, артиллерийские обмены и обслуживание бункеров. Дивизия также обеспечила охрану и оборону передовых аванпостов за основной линией сопротивления.
21 октября 1952 года 25-я дивизия была освобождена 40-й пехотной дивизией и вернулась на резервные позиции в районе Капхёна. После короткого периода обучения 25-я дивизия была переброшена на фронт в сектор IX корпуса 12 ноября, вернувшись на свой старый участок линии вокруг Кумхва. В декабре корректировка границ переместила зону дивизии немного западнее. Дивизия продолжала агрессивное патрулирование и засадные операции до конца января 1953 года, когда её сменила 3-я пехотная дивизия. Командный пункт 25-й дивизии был создан в Йонгпхён (Yongp'yong), и дивизия приступила к интенсивным тренировкам. Дивизионные части, особенно артиллерия и бронетехника, продолжали оказывать поддержку передовым организациям.
5 мая 1953 года 25-я дивизия вернулась на линию фронта, на этот раз на крайнем левом участке фронта ООН в районе Мунсан-ни. Сектор дивизии простирался от полуострова Кимпхо к северо-западу от Сеула до района у Корангп’о-ри (Korangp'o-ri) над рекой Имджин. В последних числах мая на правую часть сектора дивизии обрушилась атака противника численностью в четыре батальона. Заставы в этом районе несколько раз переходили из рук в руки в течение двух дорогостоящих дней боёв, пока дивизия не получила приказ оставить передовые холмы, чтобы избежать дальнейших потерь. 8 июля 25-я дивизия была освобождена 1-й дивизией морской пехоты и выведена в резерв, где она оставалась до вступления в силу перемирия 27 июля 1953 года.
Осенью 1954 года была передислоцирована на Гавайи, вернувшись домой после 13-летнего отсутствия.
В ходе войны четырнадцать военнослужащих дивизии удостоились высшей американской военной награды — медали Почёта
- 14-й пехотный полк: Donn F. Porter, Эрнест Э. Уэст и Брайан Х. Уомак.
- 24-й пехотный полк: Корнелиус Чарлтон и Уильям Томпсон.
- 27-й пехотный полк: Джон У. Коллиер, Реджинальд Б. Дезидерио, Benito Martinez, Льюис Миллетт и Джером О. Сьюдет.
- 35-й пехотный полк: William R. Jecelin, Billie G. Kanell и Donald R. Moyer.

Дивизия в то время носила прозвище: «Электрическая клубника».

### 1960—1970-е
В 1963 году первые военнослужащие 25-й дивизии были отправлены в Южный Вьетнам в качестве бортовых стрелков для вертолётов. В декабре 1965 года вся дивизия начала передислокацию для участия в очередной войне. Её штаб был расположен в Кути, а сектор ответственности находился западнее Сайгона. За время своего пребывания в Южном Вьетнаме дивизия принимала участие в ряде крупных сражений, включая операцию «Attleboro», отражение Тетских наступлений 1968 и 1969 годов, вторжение в Камбоджу. Вывод 25-й дивизии из Вьетнама был завершён весной 1971 года.
В ходе Вьетнамской войны 22 военнослужащих дивизии удостоились высшей американской военной награды — медали Почёта

### Переформирование
К этому времени «Тропическая молния» являлась единственной дивизией Армии США, за три десятилетия своего существования ни разу не дислоцировавшейся в континентальной части страны. 1970-е и 1980-е годы она оставалась в тихоокеанском регионе, участвуя в многочисленных учениях и в подготовке вооружённых сил Фиджи. К 1 октября 1986 года завершился процесс реорганизации, превратившей дивизию в лёгкую пехотную. Учения проводились в Таиланде, Австралии, Японии, в крупнейших ежегодных манёврах «Тим Спирит» в Южной Корее участвовало более половины личного состава дивизии.
Поскольку дивизия находилась в тихоокеанском регионе и была призвана обеспечивать защиту Южной Кореи, на войну в Персидском заливе 1991 года она отправила очень незначительные силы, которые охраняли передовую штаб-квартиру 3-й армии США и приняли эпизодическое участие в операциях по зачистке Кувейт-Сити после освобождения. Потерь при этом не было.
В 2000-х годах 25-я пехотная дивизия принимала участие в боевых операциях Вооружённых сил США за рубежом. В 2004—2005 годах одна бригада из её состава находилась в Афганистане. В 2005 году в состав дивизии была включена воздушно-десантная бригада, осенью 2006 года отправленная в Ирак.
В январе 2006 года дивизия лишилась статуса лёгкой и вновь стала обычной пехотной.
По состоянию на 2019 год дивизия имеет в своём составе четыре линейные бригады (1 механизированная, 2 лёгкие пехотные, 1 воздушно-десантную), бригаду боевой авиации и ряд вспомогательных подразделений.
В 2022 году 1-я и 4-я бригады, дислоцирующиеся на Аляске, выведены из состава дивизии и переданы в 11-ю воздушно-десантную дивизию.

## Состав
- ОШС 25-й пехотной дивизии на 2021 год.
- ОШС 25-й пехотной дивизии на 2024 год.

- 2-я пехотная бригада (2nd Infantry Brigade Combat Team «Warriors») (Шофилд Баррекс, Вахайава, штат Гавайи)

- Штаб и штабная рота (Headquarters & Headquarters Company)
- 2-й эскадрон 14-го кавалерийского полка (2d Squadron, 14th Cavalry Regiment) (разведка, наблюдение, целеуказание)
- 1-й батальон 21-го пехотного полка (1st Battalion, 21st Infantry Regiment)
- 1-й батальон 27-го пехотного полка (1st Battalion, 27th Infantry Regiment)
- 1-й батальон 151-го пехотного полка (1st Battalion, 151st Infantry Regiment) (Национальная гвардия штата Индиана)
- 65-й инженерно-сапёрный батальон (65th Brigade Engineer Battalion)
- 225-й батальон поддержки бригады (225th Brigade Support Battalion)

- 3-я пехотная бригада (3rd Infantry Brigade Combat Team «Broncos») (Шофилд Баррекс, Вахайава, штат Гавайи)

- Штаб и штабная рота (Headquarters & Headquarters Company)
- 3-й эскадрон 4-го кавалерийского полка (3rd Squadron, 4th Cavalry Regiment «Raider») (разведка, наблюдение, целеуказание)
- 2-й батальон 27-го пехотного полка (2nd Battalion, 27th Infantry Regiment «Wolfhounds»)
- 2-й батальон 35-го пехотного полка (2nd Battalion, 35th Infantry Regiment «Cacti»)
- 100-й батальон 442-го пехотного полка (100th Battalion, 442 Infantry Regiment, Army Reserve)
- 29-й инженерно-сапёрный батальон (29th Brigade Engineer Battalion)
- 325-й батальон поддержки бригады (325th Brigade Support Battalion «Mustangs»)
- 100-й батальон 442-го пехотного полка (100th Battalion, 442nd Infantry Regiment) (ассоциированное подразделение)

- Артиллерийское командование (25th Infantry Division Artillery «Tropic Thunder»)

- Штаб и штабная батарея (Headquarters and Headquarters Battery, 25th Infantry Division Artillery)
- 2-й дивизион 11-го артиллерийского полка (2nd Battalion 11th Field Artillery Regiment)
- 3-й дивизион 7-го артиллерийского полка (3rd Battalion, 7th Field Artillery Regiment «Steel»)
- 125-й батальон разведки и РЭБ (125th Intelligence & Electronic Warfare Battalion)

- Бригада армейской авиации (Combat Aviation Brigade) (авиабаза Уилер, Вахайава, Гавайи)

- Штаб и штабная рота (Headquarters & Headquarters Company)
- 2-й эскадрон 6-го кавалерийского полка (AH-64 Apache) (2d Squadron, 6th Cavalry Regiment «Lightning Horse»)
- 1-й батальон 25-го авиационного полка (ударно-разведывательный) (AH-64) (1st Battalion (Attack Reconnaissance), 25th Aviation Regiment «Gunfighters»)
- 2-й батальон 25-го авиационного полка (UH-60) (2d Battalion, 25th Aviation Regiment «Diamond Head»)
- 3-й батальон 25-го авиационного полка (CH-47) (3d Battalion, 25th Aviation Regiment «Hammerhead»)
- Рота D 25-го авиационного полка (Company D, 25th Aviation Regiment)
- 209-й батальон тылового обеспечения (209th Aviation Support Battalion «Lobos»)

- Бригада поддержки (25th Sustainment Brigade) (Шофилд Баррекс, Вахайава, Гавайи)

- Штаб и штабная рота (Headquarters and Headquarters Company)
- Батальон специальных войск (Special Troops Battalion)
- 524-й батальон поддержки боевого обеспечения (524th Combat Sustainment Support Battalion)

## В искусстве
В 1967—1968 годах в составе дивизии на территории Южного Вьетнама служил будущий кинорежиссёр Оливер Стоун. В 1986 году он снял получивший широкую известность художественный фильм «Взвод», рассказывающий вымышленную историю одного взвода 25-й пехотной дивизии.